# Župna kuća u Zenici
Župna kuća u Zenici rimokatolička je građevina u Zenici. Zaštićena je kao nacionalni spomenik Bosne i Hercegovine.
Od 1909. do 1910. izgrađena je sadašnja župna crkva po projektu Josipa pl. Vancaša. Sjedište zeničke rimokatoličke župe premješteno je iz Crkvice u središte grada 1910. godine, a iste je godine i ova sadašnja župna kuća. 1930. godine je rekonstruirana i znatno proširena. Fasada je obnovljena 1968. god. U vrijeme nakon Drugog rata komunistička je vlast bila oduzela dio prostorija (oko 200 četvornih metara - tri dvosobna stana) koji je vraćen tek 1993. godine. Prije nekoliko godina ponovno je obnovljena vanjska fasada kuće. Jedinstveni je primjer secesijske arhitekture u BiH.